# Walter Carnielli
Walter Alexandre Carnielli (Campinas, Sao Paulo, Brasil, 11 de enero de 1952) es un matemático, lógico y filósofo brasileño. 

## Biografía
Comenzó sus estudios universitarios en la Universidad Estadual de Campinas (UNICAMP), completando una Licenciatura y una Maestría en Matemáticas. En la misma casa de estudios obtuvo su Doctorado en 1984 bajo la dirección del lógico y filósofo Newton C. A. da Costa, con su tesis titulada Sobre O Método Dos Tableaux Em Lógicas Polivalentes Finitárias (Sobre el método Tableau en lógicas polivalentes finitarias).
Actualmente es profesor titular del Departamento de Filosofía del Instituto de Filosofía y Ciencias Humanas (IFCH) de la UNICAMP.
Ha realizado diversas estancias posdoctorales, entre las que destaca la realizada en la UC Berkeley (UCB), bajo la supervisión de Leon Henkin. Fue presidente de la Sociedad Brasileña de Lógica (SBL) en dos períodos: (2006-2008) y (2008-2010). Es profesor distinguido del Centro de Lógica, Epistemología e Historia de la Ciencia (CLE) de la UNICAMP, donde actualmente desempeña el cargo de Representante de los ex directores del CLE (2022-2024). 

## Pensamiento
Su trabajo, el cuál ha impactado en el estudio de las lógicas no clásicas, se centra en la lógica paraconsistente y lógica plurivalente.  

### Lógica paraconsistente
Uno de los principales aportes de Carnielli ha sido su trabajo en la lógica paraconsistente, un campo de la lógica no clásica que permite manejar inconsistencias sin colapsar en una trivialidad lógica, donde cualquier cosa se puede derivar. Junto a Newton da Costa y otros investigadores, Carnielli ha desarrollado sistemas formales que permiten trabajar de manera coherente con teorías que contienen contradicciones.

### Lógica combinatoria y sus aplicaciones
Carnielli también es conocido por su trabajo en lógica combinatoria, que trata de unir diferentes sistemas lógicos en un marco común. Este enfoque ha tenido aplicaciones en áreas como la teoría de la computación, inteligencia artificial y en el modelado de sistemas complejos, donde diferentes tipos de inferencias deben interactuar.

### Teoría de la demostración y lógica modal
Otro campo donde Carnielli ha hecho contribuciones importantes es en la teoría de la demostración, que estudia la estructura y propiedades de las pruebas matemáticas. Ha trabajado en la generalización de sistemas de demostración para extender su aplicabilidad a lógicas no clásicas, como las modales, que son fundamentales para estudiar conceptos como necesidad, posibilidad y temporalidad en sistemas formales.

### Filosofía de la lógica
Carnielli no solo ha hecho contribuciones técnicas a la lógica, sino que también ha reflexionado sobre su significado y aplicación en el contexto filosófico. Ha argumentado que las lógicas no clásicas, como las paraconsistentes, no son solo herramientas matemáticas, sino que reflejan una visión más pluralista de la racionalidad. Para Carnielli, la racionalidad humana no puede ser capturada plenamente por la lógica clásica, y es importante desarrollar marcos más flexibles para entender y modelar cómo razonamos en contextos complejos, contradictorios o inciertos.

## Publicaciones Selectas

### Artículos
- W. A. Carnielli. On coloring and covering problems for rook domains, Discrete Mathematics 57 (1985), p. 9–16.
- W. A. Carnielli. Systematization of the finite many-valued logics through the method of tableaux. The Journal of Symbolic Logic 52 (2), 1987, p. 73–493.
- W. A. Carnielli (with Newton C. A. da Costa). Paraconsistent deontic logics. Philosophia – The Philos. Quarterly of Israel vol.16 numbers 3 and 4 (1988), p. 293–305.
- W. A. Carnielli. Hyper-rook domain inequalities. Studies in Applied Mathematics (Massachusetts Institute of Technology) 82,\ n.1 (1990), p. 59–69.
- W. A. Carnielli (with C. A. Di Prisco). Some results on polarized partition relations of higher dimension. Mathematical Logic Quarterly 39 (1993) p. 461–474.
- W. A. Carnielli (with P. A. S. Veloso). Ultrafilter logic and generic reasoning. In Computational Logic and Proof Theory (Vienna, 1997), p. 34–53, Lecture Notes in Computer. Science 1289, Springer, Berlin, 1997.
- W. A. Carnielli. Possible-translations semantics for paraconsistent logics. In: Frontiers in Paraconsistent Logic: Proceedings of the I World Congress on Paraconsistency, Ghent, 1998, p. 159–72, edited by D. Batens et al., Kings College Publications, 2000.
- W. A. Carnielli (with E. L. Monte Carmelo). K2,2-K1,n and K2,n-K2,n bipartite Ramsey numbers. Discrete Mathematics, Vol. 223 (1-3), 2000, p. 83–92.
- W. A. Carnielli (with C. Sernadas and J. Rasga). Modulated fibring and the collapsing problem. The Journal of Symbolic Logic 67(4) 2002 p. 1541–1569.
- W. A. Carnielli (with J. Marcos). A taxonomy of C- systems . In: Paraconsistency- the Logical Way to the Inconsistent, Lecture Notes in Pure and Applied Mathematics, Vol. 228, p. 01–94, 2002.
- W. A. Carnielli (with C. Caleiro, M. E. Coniglio and J. Marcos). Two’s company: The humbug of many logical values. In: Logica Universalis (Editor J.-Y. Béziau). Basel: Birkhäuser, 2005, p. 169-189.
- W. A. Carnielli (with A. B.M. Brunner).Anti-intuitionism and paraconsistency. Journal of Applied Logic Volume 3, Issue 1, March 2005, p. 161-184.
- W. A. Carnielli (with M. E. Coniglio). Splitting Logics. In: We Will Show Them: Essays in Honour of Dov Gabbay. (Editors S. Artemov, H. Barringer, A. S. Avila Garcez, L. C. Lamb and J. Woods). London: King’s College Publications, 2005, v. 1, p. 389-414.
- W. A. Carnielli (with M. E. Coniglio and J. Marcos). Logics of Formal Inconsistency. In: Handbook of Philosophical Logic, vol. 14, pp. 15–107. Eds.: D. Gabbay; F. Guenthner. Springer, 2007.
- W. A. Carnielli (with M. E. Coniglio. Combining Logics. Stanford Encyclopedia of Philosophy, 2007.
- W. A. Carnielli (with J. Rasga and C. Sernadas). Preservation of Interpolation Features by Fibring. Mathematical Logic Quarterly Volume 18, Issue 1, 2008, p. 123-151.

- W. A. Carnielli (with J. Rasga and C. Sernadas). Interpolation via translations. Mathematical Logic Quarterly Volume 55, Issue 5, 2009, p. 515-534.
- W. A. Carnielli (with J. C. Agudelo). Paraconsistent Machines and their Relation to Quantum Computing.. Journal of Logic and Computation Volume 20, Issue 2, 2010, p. 573-595.

### Libros
- R. L. Epstein and W. A. Carnielli. Computability: computable functions, logic and the foundations of mathematics, with the timeline Computability and Undecidability. Second edition. Wadsworth/Thomson Learning, Belmont, CA, 2000.
- W. A. Carnielli and C. Pizzi. Modalità e multimodalità. Franco Angeli, Milan, 2001.
- W. A. Carnielli and R.L. Epstein Computabilidade: Funções Computáveis, Lógica e os Fundamentos da Matemática Winner of 2007 Jabuti Award, a prestigious literary prize in Brazil.
- W. A. Carnielli and C. Pizzi. Modalities and Multimodalities. Springer-Verlag), 2008.
- W. A. Carnielli, M. E. Coniglio, D. Gabbay, P. Gouveia and C. Sernadas. Analysis and Synthesis of Logics. How to Cut and Paste Reasoning Systems. Applied Logic Series, Springer, 2008.

## Enlaces Externos
- Entrevista a Walter Carnielli

- Datos: Q7964516
- Multimedia: Walter Carnielli / Q7964516